# USS Charleston (LKA-113)
Pour les autres navires du même nom, voir USS Charleston.
USS Charleston (AKA-113/LKA-113) était un amphibious cargo ship et le navire de tête de sa classe. C'était le cinquième bateau à tenir son nom de la ville éponyme, en Caroline du sud.
Il servit pendant 23 ans et 4 mois.

## Histoire
Il vit le jour sous le nom d'AKA-113 au Newport News Shipbuilding and Dry Dock Co., à Newport News, en Virgnie, et lancé le 2 décembre 1967. Il fut mis en service le 14 décembre 1968 et renommé en tant que LKA-113 le 1er janvier 1969.
Charleston a été impliqué dans la Guerre du Vietnam et fut récipiendaire de huit récompenses ainsi que de médailles militaire de campagne pour son service.
Décomissionné en 1992, il fut entreposé à Portsmouth, en Virginie. Il est amarré à la Naval Inactive Ship Maintenance Facility de Philadelphie, en Pennsylvanie, en attente d'enlèvement.
Il n'y a pas d'entrées concernant ce navire dans le DANFS.

## Culture populaire
Le Charleston est coulé dans le roman de Tom Clancy : Red Storm Rising.

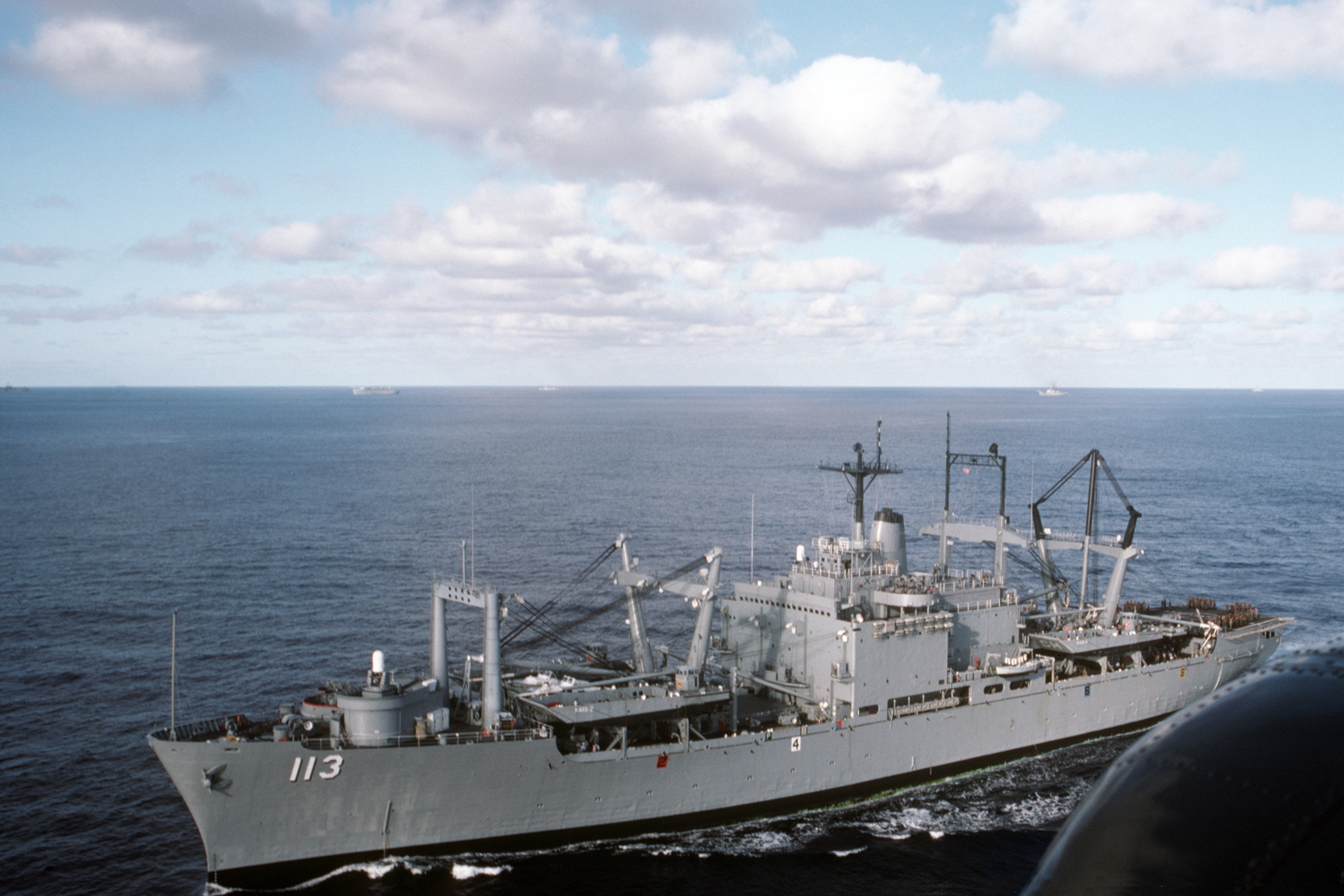